# 白桦脂醇
白桦脂醇（英語：Betulin，也译作桦木醇）是一种天然的羽扇豆烷型五环三萜化合物，大量存在于桦树的树皮中，比如占到垂枝桦（Betula pendula）树皮干重的30%，白樺茸（Inonotus obliquus）和红桤木（Alnus rubra）也有白桦脂醇。
白桦脂醇于1788年由约汉·托比阿斯·洛维茨发现。